# Brephodrillia ella
Brephodrillia ella é uma espécie de gastrópode do gênero Brephodrillia, pertencente a família Drilliidae.